# Nomada margelanica
Nomada margelanica är en biart som beskrevs av Schwarz 1987. Nomada margelanica ingår i släktet gökbin, och familjen långtungebin. Inga underarter finns listade i Catalogue of Life.